# 今村鞆
今村 鞆（いまむら とも、明治3年9月6日〈1870年9月30日〉 - 昭和18年〈1943年〉）は、日本の警察官、在野の朝鮮学者、朝鮮史家。

## 経歴

### 出生から渡韓まで
1870年9月6日、土佐国高岡郡高岡村（現・高知県土佐市）に生まれた。1899年、警視庁警部となり、1903年、警察監獄学校を卒業して岐阜県警部となった。1904年、法政大学専門部法律科を卒業して、1908年に渡韓。

### 渡韓後
朝鮮半島へ赴任後、忠清北道警察部長となった。1909年、江原道警察部長に転任、ならびに通監部警視。1910年、警務委通監府南部警察署長。1914年より平壌警察署長。1915年からは済州島司兼警察署長兼検事事務取扱となった。職務に当たる一方で、趣味でもあった在地の民俗・風習の採集や聞き取り調査を進めていった。1912年に最初の著書である『朝鮮社会考』を出版して以来、『朝鮮風俗集』、『朝鮮漫談』などを出版した。1919年、朝鮮総督府の元山府尹に任命され、李王職事務官(宮内官)庶務課長となった。しかし、1925年に依願免官。
警察官僚を辞して以降は、1926年から1928年まで逓信局嘱託、1928年より朝鮮放送協会理事を務めた。1930年から1931年まで朝鮮史編修会嘱託。1931年より専売局嘱託として『人参史』編纂に従事すると同時に、鉄道局嘱託を務めた。1932年より朝鮮総督府中枢院嘱託として旧官制度調査にあたった。1937年からは開城府嘱託として『開城府史』の編纂にあたった。

## 研究内容・業績
- 今村の研究は個人的な関心と趣味から発生したものであった。「朝鮮の警察の此創設時代に於いて最も必要な事は朝鮮の風俗習慣を調査して是を知悉する事である」と述べており、職業上必要であった実益と趣味を兼ねていた。
- 博学であったことから、警察官僚辞職後は編纂事業を委嘱されている。在野の研究者として朝鮮民俗学会ともかかわりを持ち、また1937年に創設された京城書物同好会の会員にも加わった。

## 著作

### 著書
- 『民籍調査參考資料：牧民心書抄釈』1909年
- 『朝鮮風俗集』斯道館 1914年
- 『歴史民俗朝鮮漫談』南山吟社 1928年
- 『船の朝鮮：李朝海事法釈義』螺炎書屋 1930年
- 『人蓡神草』朝鮮総督府専賣局 1933年
- 『朝鮮の姓名氏族に関する研究調査』朝鮮総督府中枢院 1934年
- 『人参史』朝鮮総督府専売局 1940-1943年

### 講演資料
- 『朝鮮工業漫談』
- 『朝鮮動乱の歴史的社会的考察』無聲會 1931年